# 후회해도 소용없어
후회해도 소용없어(Irreversible)는 한국에서 제작된 박경목 감독의 2003년 드라마, 멜로/로맨스 영화이다. 김영재 등이 주연으로 출연하였다.

## 출연

### 주연
- 김영재
- 이예원
- 이재승

## 제작진
- 조명: 강성훈
- 음향: 이성진
- 음향: 홍경호
- 미술: 김혜진